# La Chapelle-Souëf
 La Chapelle-Souëf  es una población y comuna francesa, situada en la región de Baja Normandía, departamento de Orne, en el distrito de Mortagne-au-Perche y cantón de Bellême.

## Demografía
| 335 | 308 | 286 | 251 | 237 | 239 |
| Para los censos de 1962 a 1999 la población legal corresponde a la población sin duplicidades (Fuente: INSEE [Consultar]) |     |     |     |     |     |